# Schloss Fischbach (Schlesien)

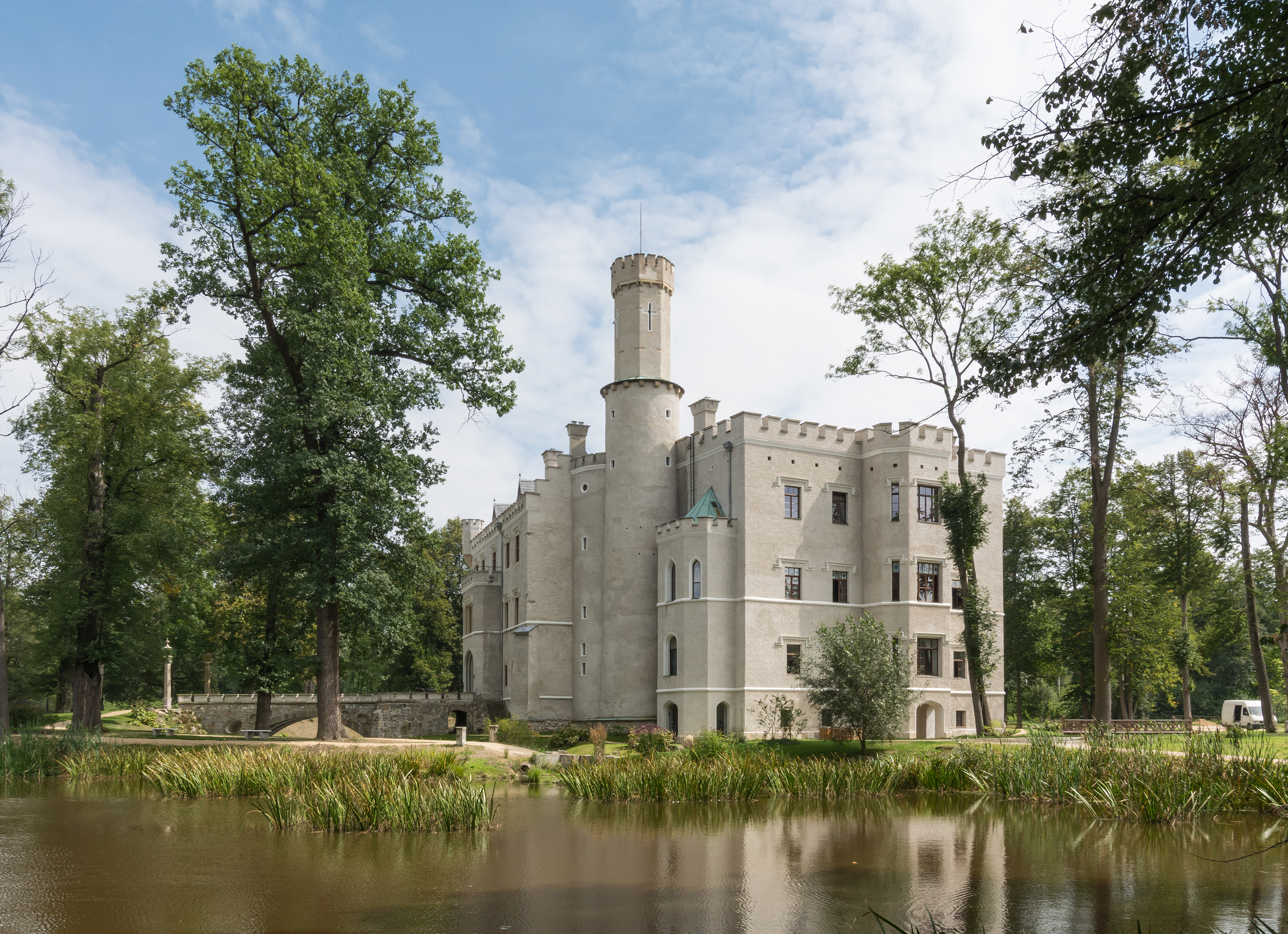
Schloss Fischbach, 2016

Schloss Fischbach (poln. Zamek w Karpnikach) im heutigen Karpniki ist ein neugotisches Schloss im Tudorstil. Das Wasserschloss befindet sich elf Kilometer östlich von Jelenia Góra (Hirschberg) am Fuße der Sokole Góry (Falkenberge).

## Geschichte

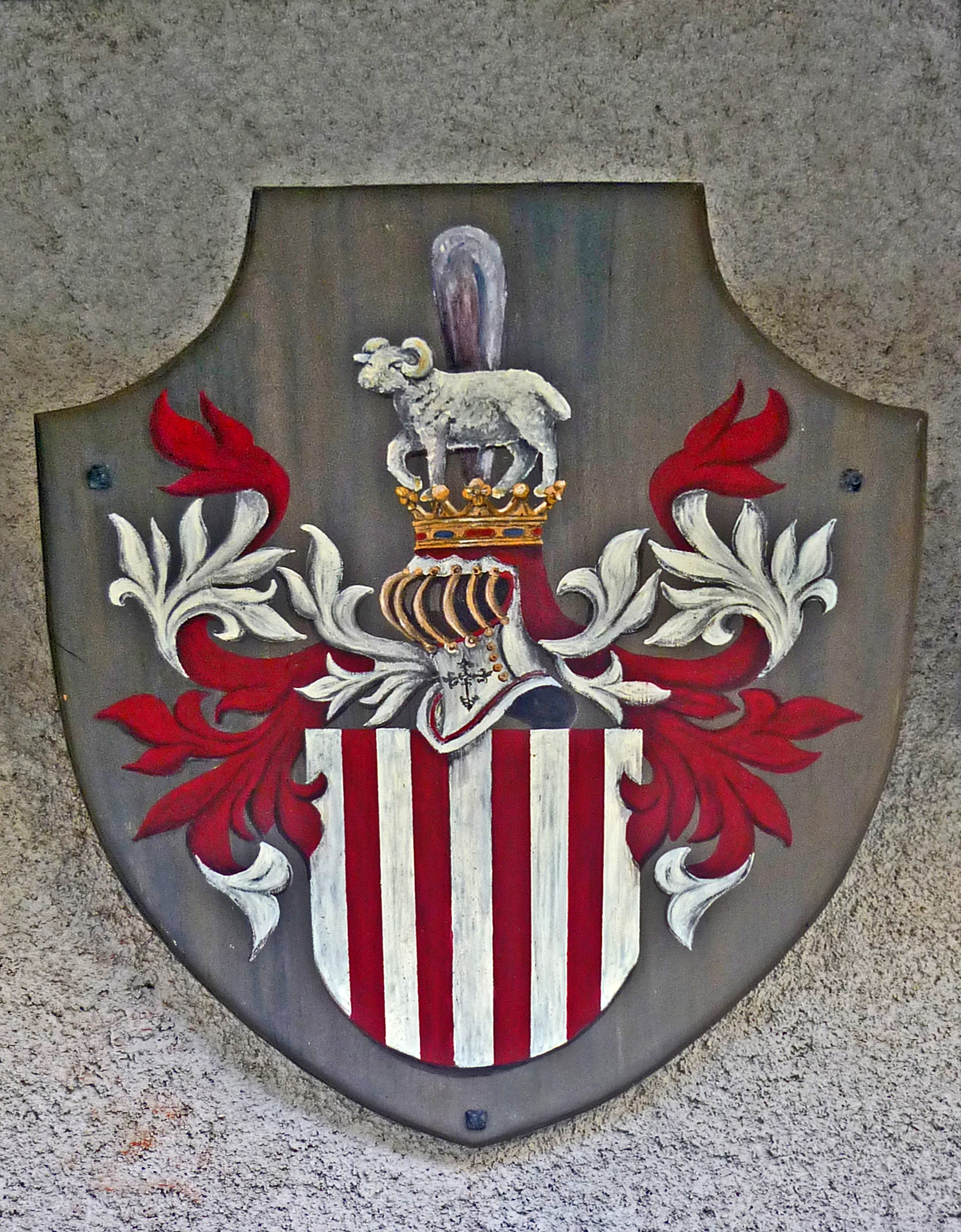
Schaffgotsch-Wappen im Innenhof

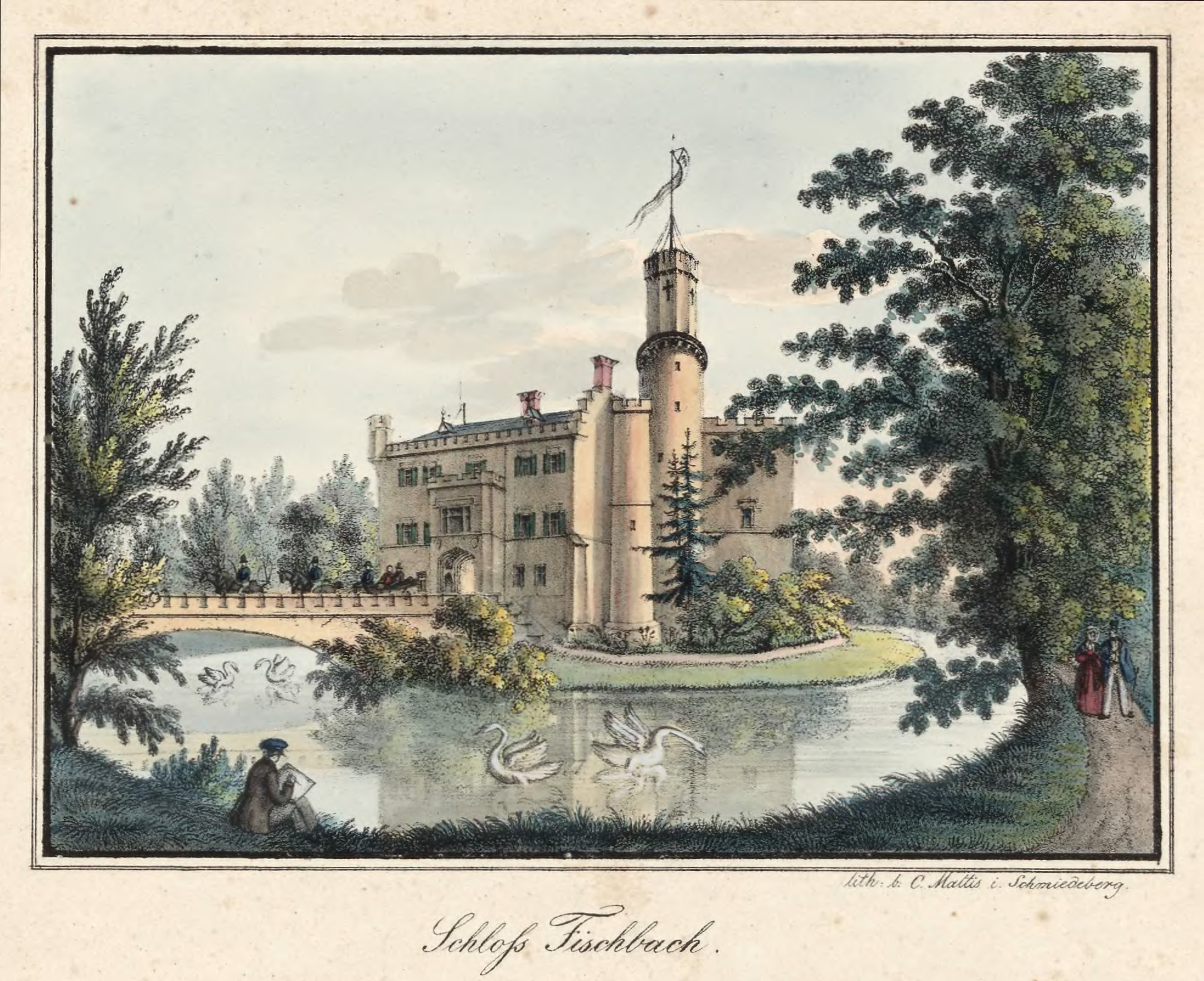
Schloss Fischbach um 1820 nach einem Gemälde von Carl Theodor Mattis

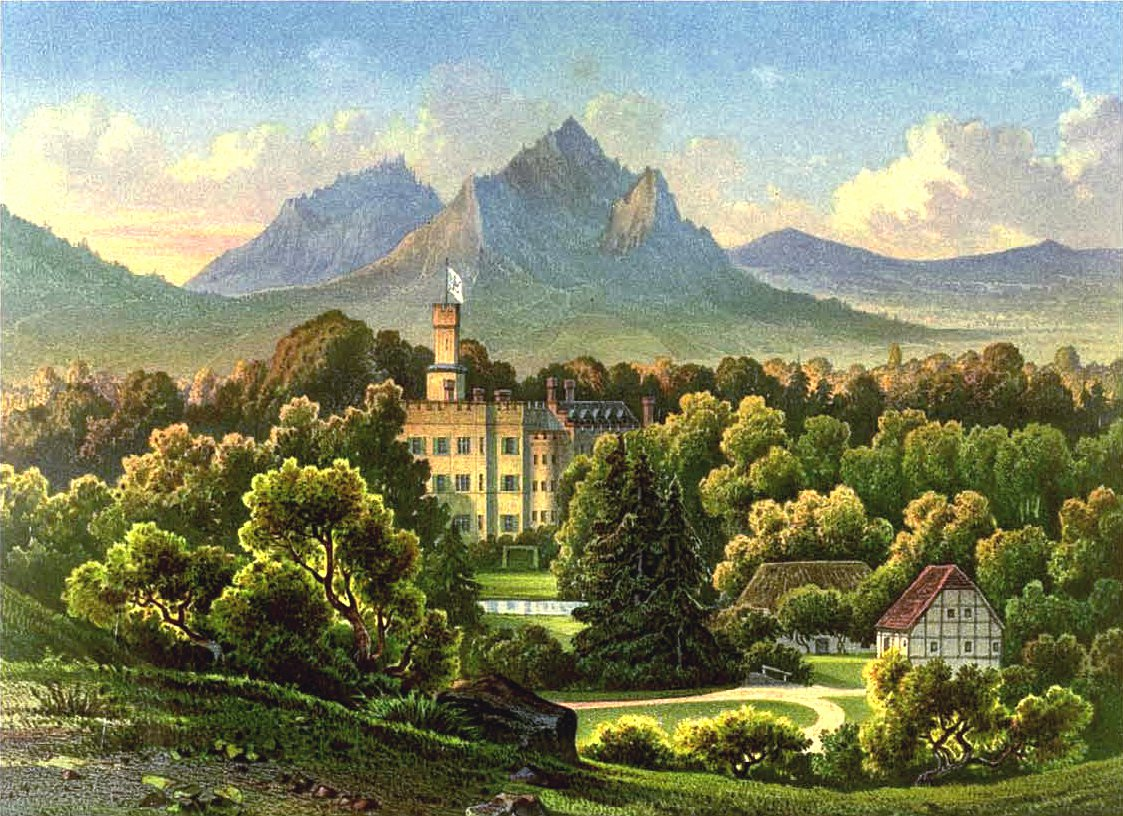
Schloss Fischbach, Sammlung Alexander Duncker

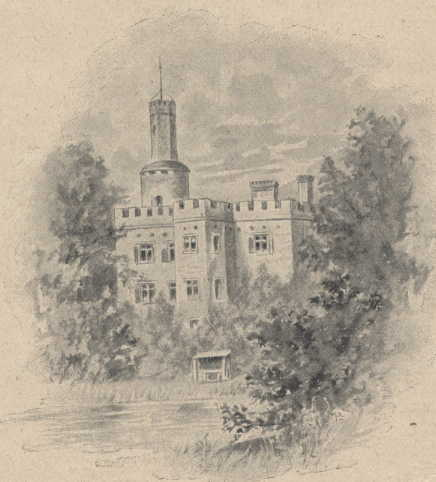
Schloss Fischbach – ehemalige Residenz des Bruders des preußischen Königs,
„Die Gartenlaube“ Nr. 49, 1900

Bereits im Mittelalter hatte sich auf einem der beiden Falkenberge zum Schutz des Hirschberger Tales eine Burg der Herzöge von Schweidnitz-Jauer befunden, die 1364 erstmals urkundlich erwähnt, in der zweiten Hälfte des 15. Jahrhunderts zerstört und nicht wieder aufgebaut wurde. In der Folgezeit wurde ein Wasserschloss erbaut, das 1476 in den Besitz der Familie von Schaffgotsch kam. Hans Schoff, Gotsche genannt, war der erste Besitzer von Fischbach. Schloss und Gut blieb bis 1580 im Besitz dieser Familie.
Ab 1584 wurde es von Friedrich von Kanitz aus dem Hause Thallwitz umfangreich erweitert. Nach einem Brand 1593 wurde von Christoph Friedrich von Kanitz der Vierflügelbau mit einem Turm im Stil der Renaissance errichtet. Aus dieser Zeit stammt das erhaltene Portal am Westflügel. 1604 heiratete Elisabeth Christine von Kanitz Wichmann von Winterfeld, Fischbach ging 1628 auf den gemeinsamen Sohn Reimar Friedrich von Winterfeld über (vgl. Ledebur). Es folgten weitere Umbauten im Stile des Barock. Reimar Friedrichs einzig überlebende Tochter, Christine Elisabeth von Winterfeld, erbte Fischbach und Rietschen; sie heiratete Johann Freiherr von Schönaich. Damit ging Fischbach auf die Familie von Schönaich über. Von 1725 bis 1774 war es wieder im Besitz der Familie von Schaffgotsch.

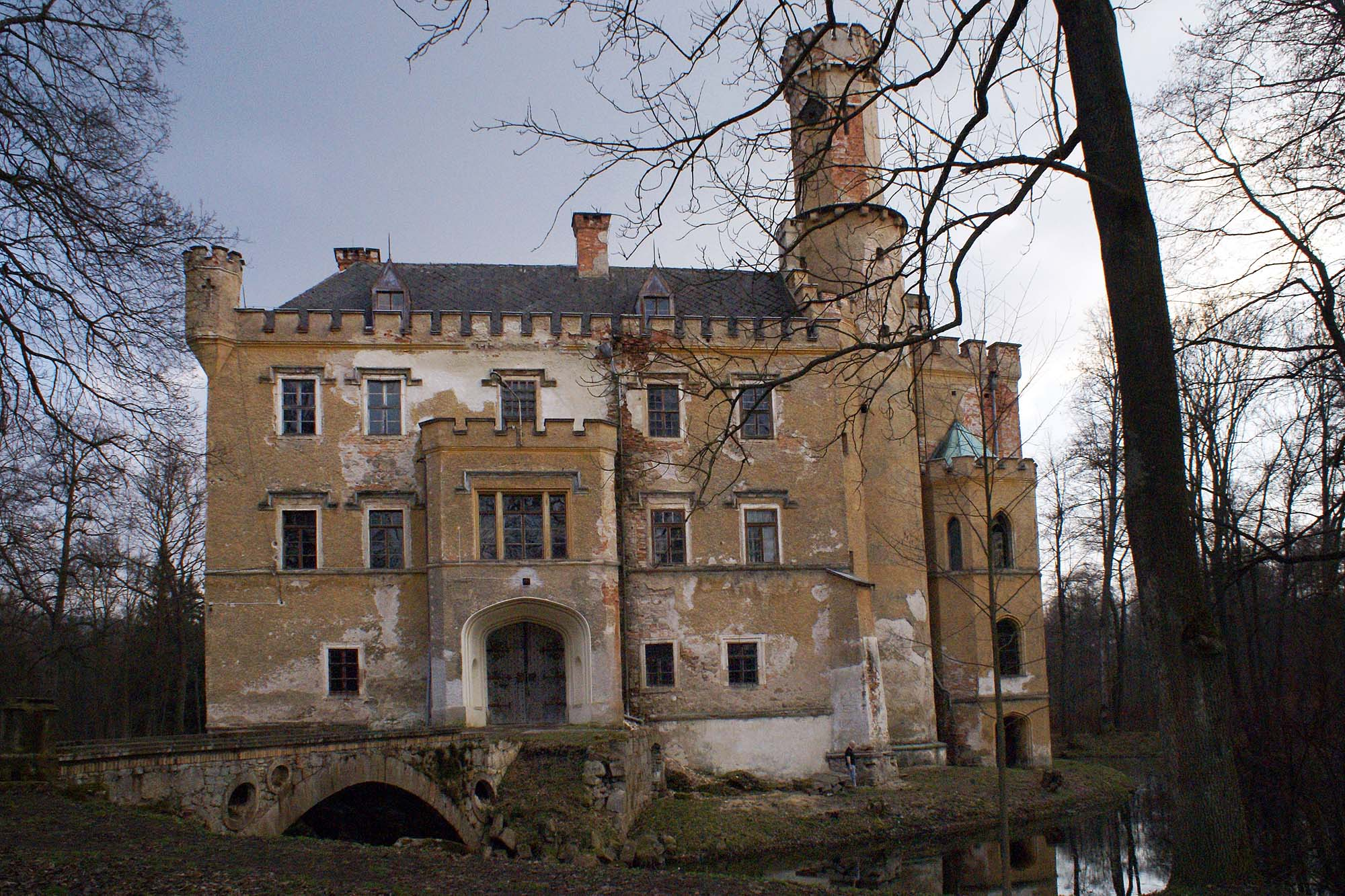
Unsanierter Zustand, 2009

1789 verkaufte der preußische Staatsminister Graf Karl Georg von Hoym das Schloss Fischbach an Caspar Conrad von Zedlitz. 1822 wurde Prinz Wilhelm von Preußen, Bruder König Friedrich Wilhelms III. und Generalgouverneur der preußischen Rheinprovinzen, neuer Eigentümer von Fischbach. Prinz Wilhelm verbrachte mit seiner Ehefrau Marianne und den vier Kindern die warme Jahreszeit auf Schloss Fischbach, das sich zum gesellschaftlichen Mittelpunkt des Hirschberger Tales entwickelte. Das Prinzenpaar fühlte sich hier bald wohler als in der Hauptstadt Berlin mit ihren protokollarischen Zwängen und blieb oft bis Anfang Dezember. Auch der König war öfter in Fischbach zu Gast und besuchte von hier aus den Generalfeldmarschall August Neidhardt von Gneisenau auf Schloss Erdmannsdorf in Erdmannsdorf. Nach dessen Tod erwarb der König 1831 das Erdmannsdorfer Schloss und ließ es durch Schinkel umbauen, sowie 1839 das nahegelegene Schloss Schildau für seine Tochter Luise, Prinzessin der Niederlande.
Die jüngste Tochter des Prinzenpaares, Marie von Preußen, wurde 1842 in der Dorfkirche von Fischbach im Beisein des Königs Friedrich Wilhelm IV. und der Königin Elisabeth Ludovika sowie von deren Neffen, dem Kronprinzen Maximilian von Bayern, konfirmiert. Im Oktober des gleichen Jahres heiratete sie den Kronprinzen und wurde dadurch 1848 Königin von Bayern.
1844 wurde Schloss Fischbach nach einem Entwurf von Friedrich August Stüler in dem mit der Romantik aufkommenden Stil der Neugotik zu seiner jetzigen Form umgebaut. Die Zimmer waren wesentlich kleiner und niedriger als die Räume der Familie im Berliner Stadtschloss, wo das Prinzenpaar die Winter verbrachte und den Repräsentationspflichten nachgehen musste. Anders als in Berlin konnte sich das Prinzenpaar hier ganz nach eigenem Geschmack einrichten.
Von fast allen Zimmern des Schlosses sind Innenraumansichten aus dem Jahr 1852 erhalten. Prinzessin Elisabeth hatte nach dem Tod ihrer Eltern – Prinz Wilhelm starb 1851, seine Frau 1846 – die Räume von Schloss Fischbach zur Erinnerung in Aquarellen malen lassen. Die Prinzessin hatte einen Großteil ihrer Kindheit auf Fischbach verlebt. Das Schloss kam durch die Heirat von Elisabeth mit Prinz Karl von Hessen-Darmstadt an diese Familie und blieb bis 1945 im Eigentum des Hauses Hessen.
1919 wurde zwischen dem Volksstaat Hessen und dem ehemaligen Großherzog Ernst Ludwig vereinbart, dass das Schloss Fischbach als Schatullgut Privateigentum von Ernst Ludwig werden sollte.

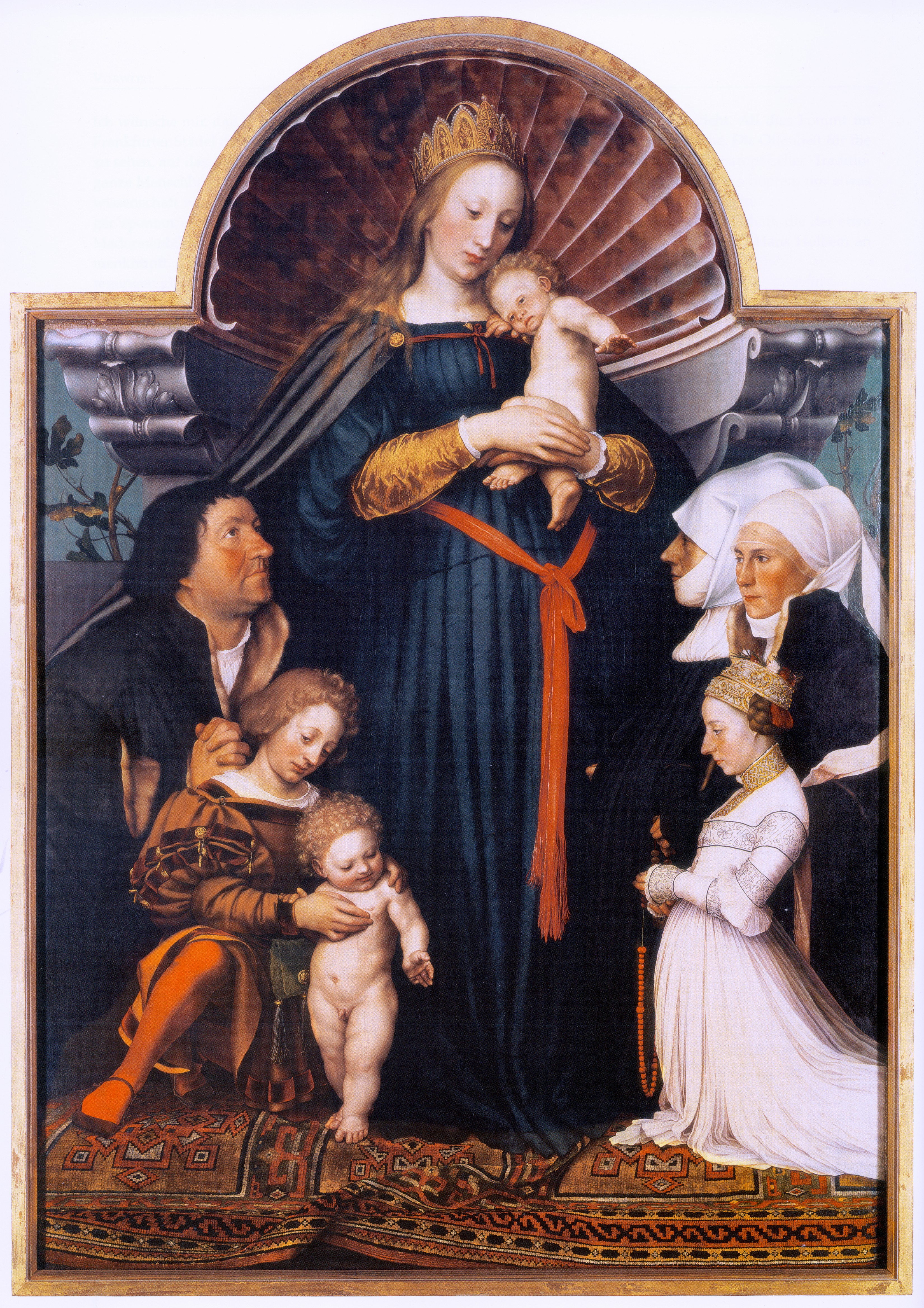
Darmstädter Madonna

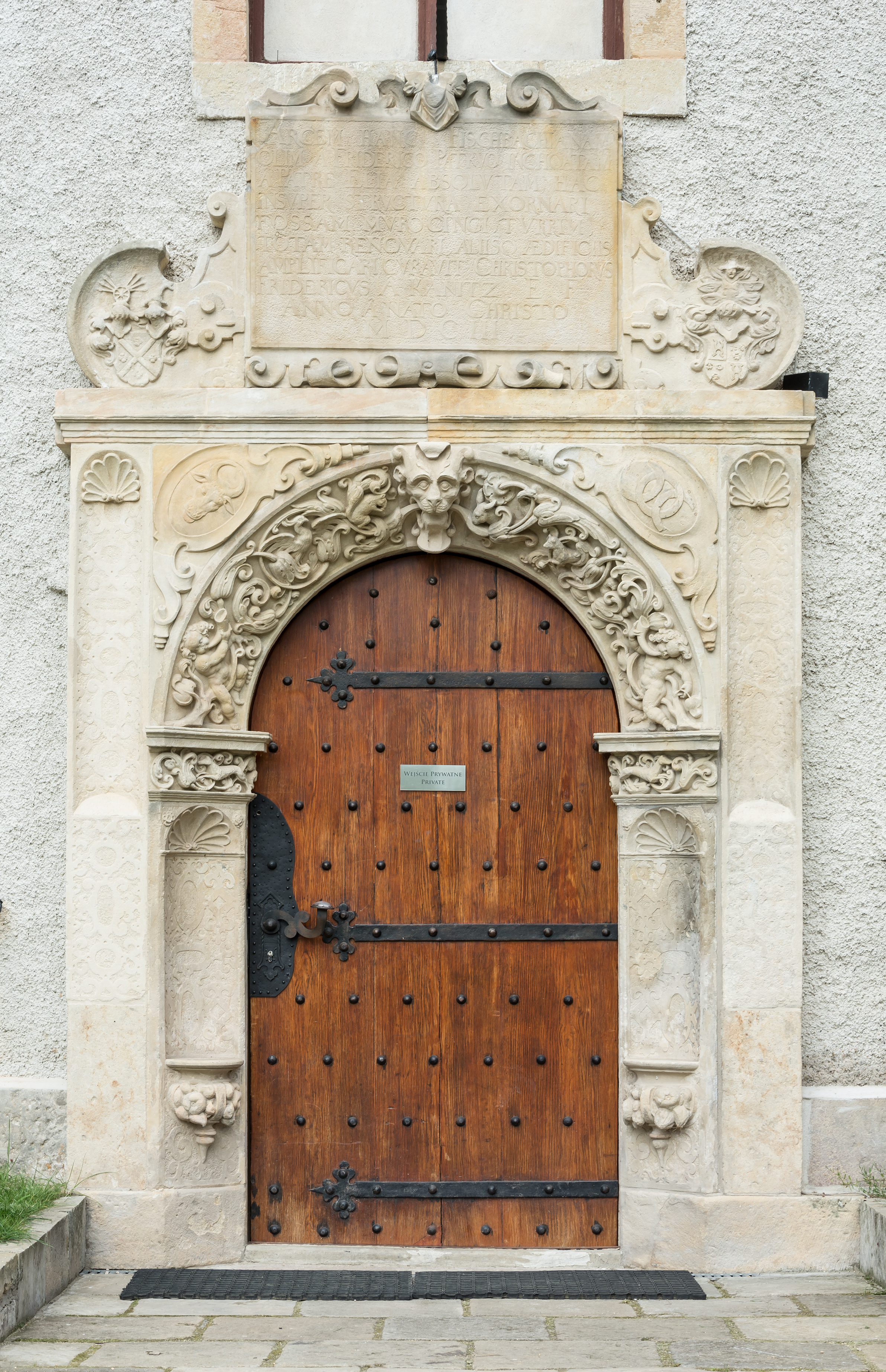
Saniertes Eingangsportal

1943 entschloss sich Prinz Ludwig von Hessen, die Madonna von Hans Holbein dem Jüngeren vor den drohenden Luftangriffen auf Darmstadt nach Schloss Fischbach in Schutz zu bringen. Im Januar 1945 wurde der Landeskonservator Günther Grundmann beauftragt, die Kunstschätze in Fischbach vor den heranrückenden russischen Truppen in Sicherheit zu bringen. So kam das Gemälde über Coburg wieder zurück nach Darmstadt.
Zum Ende des Zweiten Weltkrieges 1945 wurde das Schloss von Soldaten geplündert. Bis 1950 war dann eine Volksschule in den Räumen, der nach einigen Jahren des Leerstandes ab 1956 eine Nutzung des Gebäudes als Heim für behinderte Kinder folgte. Der Verfall des Schlosses führte 1973 zur Räumung des Objektes. Nach jahrelangem Leerstand wurde es von der Stadt Hirschberg an Investoren verkauft, mit dem Plan eines Umbaus in eine Kultur- und Erholungsstätte. Nach mehrfachem Besitzerwechsel ging das Schloss 1995 an eine Eigentümergemeinschaft über. Seitdem sind zahlreiche Erhaltungsmaßnahmen erfolgt, um den weiteren Verfall aufzuhalten. Eine fachgerechte Restaurierung scheiterte bisher an fehlenden finanziellen Mitteln.
Nach Jahren der Stagnation und Abschottung des Besitzes vor der Öffentlichkeit erfolgte ein erneuter Eigentümerwechsel, und seit 2009 erfolgten Restaurierungsarbeiten mit dem Vorhaben, ein exklusives Hotel in den Schlossräumen zu etablieren. Die Fertigstellung sollte ursprünglich bis Ende des Jahres 2013 abgeschlossen sein. Anfang Oktober 2014 öffnete das Schlosshotel dann schließlich seine Pforten. In den historischen Räumlichkeiten wurden zwanzig Zimmer in stilvollem Ambiente eingerichtet, unter anderem eine Royal Suite mit Elementen des neunzehnten Jahrhunderts und eine Renaissance-Suite mit erhaltenen Malereien des sechzehnten Jahrhunderts. Während die Innenräume für Hotelgäste reserviert sind, können der Schlosshof und der Park durch Besucher besichtigt werden.

## Schlosspark
Der Schlosspark ist Mitglied des Gartenkulturpfades beiderseits der Neiße. Dies verbessert die Möglichkeiten der Pflege („Parkseminare“) und die Aussichten auf Förderung sowie die touristische Erschließung.